# 嘉兴城市轨道交通
中华人民共和国浙江省嘉兴市范围内有多种不同制式的城市轨道交通线路。目前已经开通运营的有位于嘉兴市区的有轨电车系统嘉兴有轨电车和连接海宁市、杭州市的杭海城际铁路，另有多条市域铁路正在建设中。除有轨电车为自主规划建设以外，嘉兴其余城市轨道交通线路都是嘉兴或者下辖县级市通过与上海或杭州合作的方式规划建设，空间布局非常分散。嘉兴市官方将这一体系称为嘉兴多层次轨道交通体系。交通运输部只将嘉兴有轨电车视为嘉兴的城市轨道交通，杭海城际不列入嘉兴的统计数据。

## 历史
2009年至2010年间，嘉兴市对全市的交通状况进行了调查和预测，并委托中国地铁工程咨询有限责任公司编制《嘉兴市轨道交通及公共交通骨干体系规划》。2011年7月在有关专家的建议下更名为《嘉兴市轨道交通线网规划》。该规划以市区地铁为主，包含5条线路，总长271公里。2012年12月，海宁市单独与杭州余杭区签订协议，决定合作建设杭海城际，2014年获批。2015年6月嘉兴市正式公布了包含市郊铁路和城市地铁的《嘉兴市轨道交通线网规划方案》（其中地铁部分与2011年方案基本相同），但是始终未能将方案上报发改委。此后嘉兴市转而寻求与上海和杭州合作建设市郊铁路，市区轨道交通则改投门槛更低的有轨电车。2019年，嘉兴市提出嘉兴有轨电车近期线网规划，包含T1、T2、T6三条线路。2021年发布的《嘉兴市综合交通规划（2019-2035）》中，嘉兴重新提出了包含8条线路的市域铁路网络。嘉兴与其他地区合作建设的市域铁路实际上纳入了该规划，但在名义上重新编制并按照嘉兴的想法命名。

## 有轨电车（嘉兴市区）
嘉兴有轨电车位于嘉兴市区，目前唯一运营线路为T1线，长13.8公里，设站15座，2021年6月25日开通运营。嘉兴有轨电车近期还规划有T2、T6等线路，目前暂无开工计划。

## 市郊铁路

### 杭海城际（海宁）
杭州到海宁城际铁路连接杭州市临平区与嘉兴市海宁市。2012年12月由海宁市单独与杭州方面签订协议合作建设，2016年开工，2021年6月28日开通运营。线路采用地铁制式，全长46公里，设计时速120公里，与杭州地铁其余线路可一票换乘但分开计费。

### 下沙至长安市域铁路（海宁）
下沙至长安市域铁路，连接杭州下沙和嘉兴市海宁市。线路自杭州1号线文海南路站至杭海城际长安（东方学院）站，并与杭海城际海宁方向设置双向联络线。早期曾考虑过智轨、杭州1号线北延伸等形式，现选定市域地铁模式，设计时速120公里。该线路于2021年在《长江三角洲地区多层次轨道交通规划》内获批，计划于2025年内动工。

### 沪苏嘉城际铁路（嘉兴市区、嘉善）
沪苏嘉城际铁路在嘉兴段内的部分有嘉善至西塘市域铁路、嘉兴至枫南市域铁路。该线路原为嘉兴至松江南的沪嘉城际，长三角一体化后改走嘉兴南至水乡客厅，后又独立出嘉兴南经嘉善至枫泾、嘉善至水乡客厅两条线路，已于2022年7月13日开工。两线均为国铁制式，设计时速160公里，可与上海示范区线、上海轨道交通南枫线等线路贯通运营。

### 金山至平湖市域铁路（平湖、海盐）
金山至平湖市域铁路又名沪平盐城际铁路，由金山铁路金山卫站至海盐东站，主要连接金山、独山港、海盐等地区。线路为国铁制式，设计时速160公里，建成后将与金山铁路贯通运营。线路浙江段已于2022年9月28日开工。

### 水乡旅游线
水乡旅游线由江苏省、浙江省合作建设，主要经过嘉兴市的桐乡和海宁西部。该线路江苏段纳入沪苏嘉城际铁路，已于2022年7月13日组织开工仪式，浙江段目前仍在规划中。

### 其他线路
嘉兴市级的规划中，除水乡旅游线使用原名以外，其余线路并未采用上述事实上的名称，而是另外命名。嘉兴提出的其余7条线路包括：
- 沪嘉乌通道：嘉兴南至枫南一段即事实上的嘉兴至枫南市域铁路，另有嘉兴南至乌镇南一段。
- 沪苏嘉通道：并非沪苏嘉城际铁路。该通道分为两支，一支由事实上的嘉善至西塘线南延，经嘉善南至平湖站；另一支由西塘向西，至长燕荡转向南贯穿嘉兴市区，并继续向南至海盐。
- 苏嘉平通道：由乍浦经平湖、嘉兴市区、长雁荡并继续向苏州延伸。目前该线路没有任何部分得到落实。
- 杭海嘉通道：分为"T"形的两条，其中一条即事实上的杭海城际；另一条自南北湖经海宁、王店至嘉兴市区，最终到达新睦。
- 杭桐嘉通道：由杭州、桐乡，东西贯穿嘉兴市区后至嘉善，最终到达枫南。目前该线路没有任何部分得到落实。
- 沪平盐通道：即事实上的沪平盐城际铁路，但由既定部分继续向西，至海宁接杭海嘉通道。
- 杭海桐通道：由杭州至长安镇，经桐乡西部往德清方向。该线路南段即下沙至长安线（走向略有不同），北段未落实。

## 地铁
嘉兴市城市规划中保留有地铁线路的位置，但是一直未能上报国家发展改革委，也没有后续推进的时间表。嘉兴规划的市区地铁包含5条线路，总长约295公里。1号线全长约59.1公里，西起新塍，经秀洲大道、中山路进入城市核心区，通过火车站后进入南湖新区，沿双溪路南北穿过高铁嘉兴南站，再沿南北湖大道经沈荡、于城后进入海盐城区。支线通往新塍镇温泉新城。2号线全长约63.8公里，北起王江泾镇，沿禾兴路、新气象路南北穿越城市核心区后向东，沿规划道路穿过国际商务区，再沿新07省道连接平湖市政府和新客站，经当湖路、长胜路进入滨海新区。3号线全长约58.9公里，以嘉善客运中心为起点，经嘉善世纪大道、320国道、中环北路转向南，沿昌盛南路至市客运中心，经过王店镇后沿嘉海公路至海宁客运中心。4号线全长约49.7公里，以桐乡客运中心为起点，经桐乡世纪大道、320国道，途经濮院、洪合、机场，进入市区沿嘉杭路、由拳路行进，穿越沪杭铁路后沿中环南路，途经科技城、嘉兴工业区东翼，止于新丰镇南侧。5号线全长约63.5公里，作为服务滨海新区的线路，串联独山港、乍浦港、海盐大桥新区、海盐县城、南北湖和海宁尖山新区。
长三角一体化政策发布后，嘉兴市将嘉兴3号线规划延伸至水乡客厅地区，在上海境内与上海轨道交通17号线、苏州轨道交通10号线换乘。2023年发布的水乡客厅地区规划中，嘉善版本中存在嘉兴3号线的详细预控线位，但是青浦版本的同一文件则没有出现。

## 评价
嘉兴当前的城市轨道交通方案存在诸多不足。嘉兴市现在的市郊铁路都是衔接其他城市，基本没有实现市区与其他县市的联系；有轨电车线网也无法配合市域线路。由于嘉兴市级对下辖县凝聚力不强，最终形成了事实上多个系统互不相连、各自为政的情况。